# Heimatkunde (Film)
Heimatkunde ist ein deutscher Satiredokumentarfilm aus dem Jahr 2008. Der Film begleitet 18 Jahre nach der Wiedervereinigung Martin Sonneborn auf seiner sechswöchigen, 250 Kilometer langen Wanderung entlang der Stadtgrenze Berlins. Heimatkunde entstand als Koproduktion der Firma SMACfilm und dem RBB. Gefördert wurde die Produktion vom Medienboard Berlin-Brandenburg. Seinen Start fand das Projekt als Videoblog bei Spiegel Online.

## Handlung
18 Jahre nach der Wiedervereinigung begibt sich der Satiriker Martin Sonneborn auf eine Reise durch den Speckgürtel von Berlin. Entlang der ehemaligen Grenze trifft er ehemalige Ost- und Westdeutsche und lotet die bestehende Teilung in den Köpfen der Menschen aus.
Martin Sonneborn bricht auf der Berliner Seite der Glienicker Brücke auf. Er durchschwimmt die Havel als erster von West nach Ost, um zum Ausgangspunkt der Umrundung von Berlin, bezeichnenderweise gegen den Uhrzeigersinn, zu gelangen. Zunächst begegnet er einem ostdeutschen Nudisten, der sich auf einer baufälligen ehemaligen Eisenbahnbrücke über den Teltowkanal sonnt und ihm ungezwungen ein Interview gibt. In der Neubausiedlung Großbeeren macht er sich auf die Suche nach einer ostdeutschen Familie, die hier unter 380 Westdeutschen leben soll, jedoch erfolglos. In Stahnsdorf, „wo es viermal so viele Hundetoiletten wie Faschismusdenkmäler gibt“, erlebt er die feierliche Einweihung des neu gestalteten Ortszentrums mit besagten Hundetoiletten.
Nach dem Besuch einer Kleingartenkolonie in Bohnsdorf trifft er in Schönefeld auf zwei vierzehnjährige, rauchende, dicke Freundinnen mit identischer Kleidung, die ihn über die DDR und die BRD sowie die Ödnis des Ortes aufklären. Es zeigt sich, dass ihre Kenntnisse über die DDR zu wünschen übrig lassen. Auf seinem weiteren Weg erklimmt er den 102,2 Meter hohen Kienberg. In einer Plattenbausiedlung in Marzahn erzählt ein Bewohner, dass man beim Umzug die zugeschnittene Auslegeware mitnehmen kann, da die Wohnungen alle identisch seien. Im Wagendorf Karow, in den Ruinen einer alten Schweine-LPG, trifft er auf eine Idylle mit Plumpsklo sowie etwas später auf ein verfallenes Stasi-Erholungsheim, in dem angeblich Erich Mielke in den 1. Mai getanzt haben soll. In Hohen Neuendorf besucht er die Himmelspagode. An der Tankstelle wird er klar als „Wessi“ erkannt, weil er einen der stolzen Autobesitzer darum bittet, kurz die Bockwurst zu halten.
Nach der Sichtung der unter Denkmalschutz stehenden Kettenabdrücke des ersten T-34, der 1945 Berliner Stadtgebiet erreichte, erreicht Sonneborn die im Jahr 1938 errichtete Invalidensiedlung. In Hennigsdorf trifft er auf dem eingezäunten Gelände des Wohnheims für Asylbewerber auf einen Palästinenser, der seit 11 Jahren dort wohnt. Ohne Papiere kann er weder arbeiten, heiraten noch nach Palästina zurückkehren. Als er später Falkensee erreicht, fallen ihm die Güllewagen auf, die in der Umgebung die vielen immer noch vorhandenen Sickergruben leeren. Die Menschen träumen von Verkehrskreiseln und einem Yachthafen. Nachdem er den verfallen Charlottenburger Friedhof passiert hat, besucht er eine Baumschule. Dort berichtet ein Gärtner, dass er 1997 in München vom Bau einer Schnellstraße vertrieben worden ist und mit 750.000 Pflanzen hierher zog. Wenig später begegnet ihm ein Anhänger Jeshuas, der erst nach Rücksprache mit seinem Gott dessen Namen preisgibt.
Als Sonneborn an einem chinesischen Restaurant vorbeikommt, vor dem dessen Besitzer ein Spielschiff aus China zusammenbauen, bietet er seine Hilfe an. Kurz darauf passiert er den Ruinenberg in Potsdam, der symbolisch für den desolaten Zustand Deutschlands stand. Das sogenannte Chinesische Teehaus erinnert Touristen aus China seiner Meinung nach mehr an ein mongolisches Zelt. Den Schluss bildet das Schloss Sanssouci.

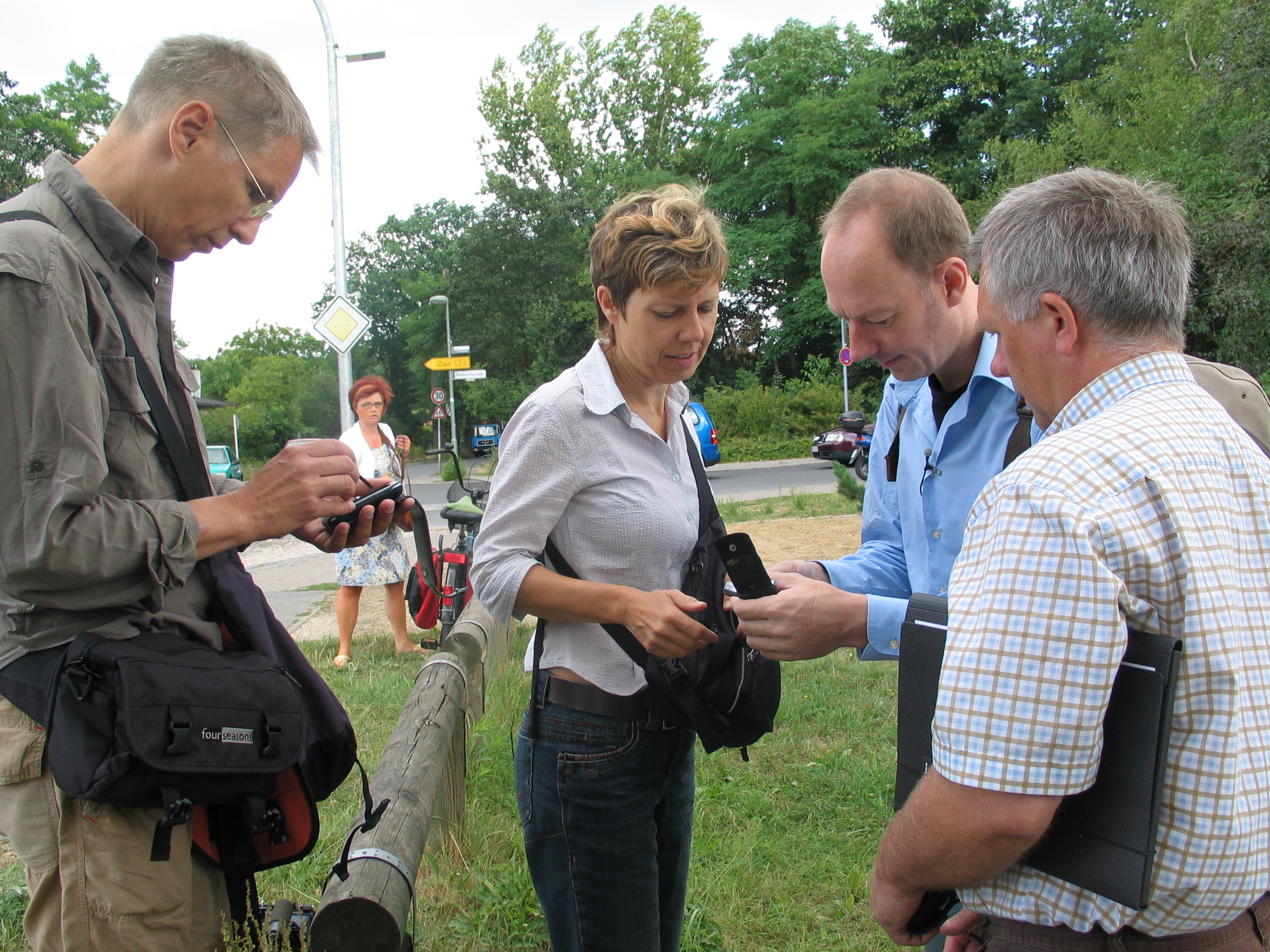
Dreharbeiten zu Heimatkunde. Berlin, 2006. V. l. n. r.: Andreas Coerper, Susanne Müller, Martin Sonneborn, Georg Behrend.

## Kritik
„In seiner klassisch spröden Schlichtheit, in seiner nüchternen Reduktion auf pure Beobachtung und flagrante Zufallsbegegnungen ist er das Gegenteil des ‚Baader-Meinhof-Komplexes‘. Statt Eichingers hektisch-aktivistischem BoomBängBoom klingt es bei Sonneborn wie Lalelu, nur der Mann im Mond schaut zu.“

„Sonneborns Film ist komisch, aber er erzählt keine lustige Geschichte. Wozu noch eine Mauer aufbauen, wenn der Westen verostet und der Osten verwestet und überhaupt alles gleich ist.“

„Die knapp anderthalb Stunden Heimatkunde sind formvollendet, über jeden Zweifel erhaben und könnten ewig weitergehen; schlicht: treffender und unprätentiöser kann ein Zeitdokument nicht sein.“

„Natürlich sieht man Sonneborn den Reflexionsvorsprung, den er meist genießt gegenüber seinen Gesprächspartnern, an der Nase an. Aber die Rolle des ulkigen Wanderers ist immerhin ein Versuch, sich nicht über die Menschen zu erheben, denen er begegnet.“

„Eine wirklich hervorragende, empfehlenswerte Bestandsaufnahme des vereinigten Deutschland, teilweise hysterisch komisch, teilweise zum auf-die-Stirn-schlagen beschämend, aber durchgehend mit einem Augenzwinkern.“

„Ein ebenso humorvoller wie listiger Dokumentarfilm, der Unbekanntes im scheinbar Altvertrauten zu Tage fördert und die Sinne für ost-westdeutsche Befindlichkeiten und Widersprüche schärft.“